# الوحدة 18000
الوحدة 18000 هي جزء من فيلق القدس، ذراع العمليات الخارجية التابعة للحرس الثوري الإسلامي الإيراني (IRGC)، ومهمتها تنسيق الأنشطة العسكرية والدعم اللوجستي لتعزيز النفوذ الإيراني في منطقة الشرق الأوسط.
كانت الوحدة تعمل بشكل أساسي داخل سوريا، ولعبت دورًا حاسمًا في نقل وتنسيق البضائع غير المشروعة، بما في ذلك الأسلحة والمعدات العسكرية، لدعم وكلاء إيران الإقليميين ومصالحها الاستراتيجية.

## الأنشطة الرئيسية

### تنسيق الشحنات
وتشرف الوحدة 18000 على تنظيم عمليات التهريب، وضمان تسليم الأسلحة وغيرها من المواد الممنوعة إلى الجماعات المدعومة من إيران، مثل حزب الله والميليشيات الأخرى العاملة في سوريا والمناطق المجاورة. وتشكل هذه الأنشطة عنصراً أساسياً في الجهود الأوسع التي تبذلها إيران لتوسيع نفوذها في الشرق الأوسط.

### التعاون مع وحدات فيلق القدس الأخرى
وتعمل الوحدة بشكل وثيق مع أقسام أخرى داخل فيلق القدس في نقل الأسلحة إلى وكلاء إيران في سوريا ولبنان والضفة الغربية وغزة . وتشارك هذه الوحدة في دعم الجماعات المسلحة التي تهدف إلى زعزعة استقرار إسرائيل، وخاصة الإشراف على إطلاق الصواريخ من قبل حركة النجباء، وذلك بالتعاون مع وحدات مثل الوحدة 190 المسؤولة عن النقل والخدمات اللوجستية وتهريب الأسلحة، والوحدة 700 المتخصصة في تهريب الإمدادات، والوحدة 340 المسؤولة عن التدريب والدعم الفني لوكلاء طهران. وتشكل هذه التعاونات شبكة لوجستية واسعة النطاق تدعم الأهداف العسكرية والجيوسياسية الإيرانية في سوريا وخارجها.

## استغلال البيئة المدنية
تورطت الوحدة 18000 في استخدام مهمات المساعدات الإنسانية كغطاء لنقل الأسلحة سراً. ومن الجدير بالذكر أنه في أعقاب الزلزال السوري في فبراير/شباط 2023، ورد أن الوحدة سهلت تهريب المعدات العسكرية تحت ستار تسليم المساعدات. وقد مكنت هذه التكتيكات فيلق القدس من التحايل على العقوبات الدولية والتدقيق مع الاستمرار في مساعدة وكلاء إيران الإقليميين.

## قيادة
كان يقود الوحدة محمد رضا زاهدي، المعروف أيضا بحسن مهدوي وكان يلعب دورا محوريا في تنسيق هذا العمل السري. تحت قيادته، لعبت الوحدة 18000 دورًا فعالًا في دعم نفوذ إيران في سوريا والشرق الأوسط عامة. وقد قُتل في غارة جوية إسرائيلية على مبنى تابع للقنصلية الإيرانية في دمشق عام 2024.

## الأهمية الاستراتيجية
وتجسد الوحدة 18000 استراتيجية فيلق القدس المتمثلة في استغلال العمليات السرية لتوسيع نفوذ إيران في جميع أنحاء الشرق الأوسط مع التهرب من الرقابة الدولية. وتواصل الوحدة دعم الأهداف العسكرية والسياسية الإيرانية في المنطقة من خلال استخدام شبكات التهريب السرية.